# One TV Asia
One是KC Global Media的其中一個頻道，在新加坡、馬來西亞和印尼播出。該台播出的內容主要來自於韓國SBS電視台，並以韓語、華語及馬來語（語言和繁體或簡體中文、英文和馬來文字幕），24小時滾動播出SBS的戲劇和綜藝節目（除了MBC的《王在相愛》，印尼版於2017年10月1日起分途廣播，改播tvN和OCN的電視劇，直至2020年7月31日起停播以上節目，併入原版）。Oh!K TV ASIA停播後，開始播映MBC的電視劇。

## 節目

### 綜藝節目
- 丛林的法则
- 美味的广场
- TV动物农场
- Running Man
- 人气歌谣
- 踢球的她们
- 漂洋过海的爸爸们
- 少年奇幻
- 深夜怪談會
- 小森林
- 不吵就算万幸
- 我是Solo
- 学缘
- 既然出生就環遊世界
- 吴恩永报告：婚姻地狱

### 特别节目
- SBS演技大賞
- SBS演藝大赏

### 戲劇
| - SBS晨間連續劇 - 勇敢的女人 - 玫瑰的戰爭 - 恍惚的鄰居 - 媽媽我媳婦 - 我女婿的女人 - 愛的到來 - 對不起，姜南九 - 甜蜜的冤家 - 快樂姐妹花 - 我也是媽媽 - 江南的醜聞 - 可疑的岳母 - 尝尝这滋味 - 媽媽出軌了 - 火鳥 - 命運之愛 | - SBS日日連續劇 - 兩個妻子 - 醜八怪警報 - 好女兒荷娜 - 就要相愛 - 奔跑吧薔薇 - 歸來的黃金福 - 你是我的禮物 - 一滴一滴的愛 |

| - SBS月火連續劇 - 点金神手 - 对我说谎 - 工薪族楚漢志 - 信義 - 劇中之王 - 野王 - 張玉貞，為愛而生 - 黃金帝國 - 奇怪的管家 - 溫暖的一句話 - 神的禮物－14天 - 異鄉人醫生 - 誘惑 - 秘密之門 - 上流社會 - Mrs. Cop - 六龍飛天 - 大撲 - Doctors - 月之戀人－步步驚心：麗 - 浪漫醫生金師傅 - 被告人 - 悄悄話 - 我的野蠻女友 - 操作 - 愛情的溫度 - 可疑的一勝 - 能先接吻嗎 - EXIT - 油膩的浪漫 - 雖然30，但仍17 - 狐狸新娘星 - 獬豸 - 初次見面我愛你 - 17歲的條件 - VIP - 浪漫醫生金師傅2 - 無人知曉 - 最佳卡司 - 你喜欢勃拉姆斯吗？ - Penthouse - 紅天機 - 青春啦啦队 | - SBS水木連續劇 - 天國的階梯 - 我的女孩 - 吞噬太陽 - 我的女友是九尾狐 - 守護老闆 - 樹大根深 - 閣樓王子 - 花樣少年少女 - 大風水 - 那年冬天風在吹 - 我戀愛的一切 - 聽見你的聲音 - 朱君的太陽 - 继承者 - 3天 - 你們被包圍了 - 對我而言可愛的她 - 匹諾曹 - 海德、哲基爾與我 - 看見味道的少女 - 假面 - 流氓醫生 - 村莊：阿雉阿拉的祕密 - Remember－兒子的戰爭 - 回來吧大叔 - 戲子 - Wanted - 嫉妒的化身 - 藍色大海的傳說 - 奇怪的搭檔 - 再次相遇的世界 - 當你沉睡時 - 鋌而走險 - Return - Switch—改變世界 - 暖男與正音 - 致親愛的法官 - 一心兩意 - 皇后的尊嚴 - 大事件 - 偵探醫生 - 秘密精品店 | - SBS金曜連續劇 - Penthouse 3 - SBS金土連續劇 - 熱血司祭 - 綠豆花 - 痛症醫師車耀漢 - 棒球大聯盟 - 便利店新星 - 愛麗絲 - 飞吧开天龙 - Penthouse 2 - 模範計程車 - 一個女人 - 現正分手中 - 读懂恶之心的人们 - 再次我的人生 - 為何是吳秀才 - 今日的網漫 - 聯結 - 我的完美秘書 - 鬼宮 |

| - SBS週末劇場 - 我的愛蝴蝶夫人 - 完美媽媽 - 熱愛 - SBS週末連續劇 - 對，就是那樣 - 我們甲順 - 姐姐还活着 - 精彩我生活 | - SBS週末特別計劃劇 - 夢想的銀幕 - 巴黎戀人 - 老婆大人俱樂部 - 燦爛的遺產 - 秘密花園 - 要活得威風 - 清潭洞愛麗絲 - 錢的化身 - 出生的秘密 - 美女的誕生 - 離婚律師戀愛中 - 我有愛人了 - Mrs. Cop 2 - 美女孔心 - 善良魔女傳 - 秘密母親 - 如果是她的話 - 復仇女神馬小姐 | - SBS其他戲劇 - 蠑螈道士與幕後操縱團 - 向著明天奔跑 - The Ace - 我的夢幻葬禮 - 超人家族2017 - 農夫士官學校 - 讓我振起 - 成為你的騎士 - Puck! - 神秘新生 |

| - tvN - 又，吳海英 - Signal - Circle：相連的兩個世界 - 芝加哥打字機 - 奶酪陷阱 - 名不虛傳 - THE K2 - 卞赫的愛情 - 打架吧鬼神 - 河伯的新娘 2017 - Entourage - 一起吃飯吧2 - 今生是第一次 - Mother - Cross - 我的大叔 - 致忘了詩的你 - 想停止的瞬間：About Time - 最強送餐員 - 豪苟的愛 - Mistresses - 一起吃飯吧3：Begins - Nine Room - 世上最美麗的離別 - 從天而降的一億顆星 - Lovely Runner | - Coupang Play - 某一天 - JTBC - 財閥家的小兒子 - 奇迹的兄弟 - KakaoTV - 兒媳婦 - MBN - 魔女之愛 - NAVER - 淘氣鬼偵探 - OCN - 隧道 - Black - Melo Holic 愛情中毒 - TV朝鮮 - 魔女寶刀未老 - Genie TV - 夏日大罷工 - ENA - 鬼怪計程車 - TVING - 痞子学霸 | - KBS - 最佳的一擊 - Go Back夫婦 - 我們遇見的奇蹟 - 在天空中的太陽 - 我心中的花雨 - 車達萊夫人的愛情 - 我的黃金光輝人生 - 走在花道上 - 拜託了，夏天啊 - 說出你的願望 - 谢幕 - MBC - 王在相愛 - 魔女的遊戲 - 木偶的季節 - 朝鮮律師 - W—兩個世界 - 偶然发现的一天 - 給予幸福的人 - 天伦之情 - 爱之意面 - 戀人 - Numbers - SF8 - 舉重妖精金福珠 - 我身后的特琉斯 - 她曾美丽 - 王二心 - 第三次結婚 - 王子咖啡店一号店 - 那个男人的记忆法 - 宮 - 最高的爱 - 醫療船 - 夜之花 - 黑色太陽 - 訓長吳純南 - Moebius: The Veil - 英勇无比龙水晶 - 奇皇后 - 我們，家 - 如此親密的背叛者 - 九家之書 - 加州汽车旅馆 - 张宝利来了 - 善德女王 - 勞務師盧武鎮 - 吞噬太陽的女子 |

## 外部連結
- 官方网站